# Платов, Анатолий Сергеевич
Анатолий Сергеевич Платов (5 января 1938, СССР — 30 сентября 2007) — советский хоккеист, вратарь, мастер спорта.

## Биография
Воспитанник школы московского «Локомотива». Выступал за «Локомотив» (1956—1958), владимирский ДО (1957—1959), московский «Спартак» (1960—1964), пензенский «Дизелист» (1965—1968), ленинградские «Динамо» (1968—1971) и «Шторм» (1971—1972). В чемпионатах Советского Союза провёл около 70 матчей.
Скончался 30 сентября 2007 года, похоронен на Серафимовском кладбище Санкт-Петербурга.

## Достижения
- Чемпион СССР — 1962[1].
- Бронзовый призёр чемпионата СССР — 1963, 1964[1].
- Чемпион РСФСР — 1970[8]
- Финалист Кубка РСФСР — 1970[9]